# Ananasschmierlaus
Die Ananasschmierlaus (Dysmicoccus brevipes) ist eine Schildlaus aus der Familie der Schmierläuse (Pseudococcidae). Sie ist gemeinsam mit Dysmicoccus neobrevipes einer der wirtschaftlich wichtigsten Schädlinge an Ananaspflanzen. 

## Merkmale
Die weiblichen Imagines haben eine plumpe und ovale Körperform und sind hellrosa gefärbt. Die seitlich am Körper abstehenden Wachsfäden sind etwa halb so lang wie die, die nach hinten gerichtet sind. Letztere erreichen etwa die Hälfte der Körperlänge. Insgesamt besitzen die Weibchen 17 Paare dieser Wachsfäden. Die Weibchen sehen denen von Dysmicoccus neobrevipes sehr ähnlich, weswegen sie gemeinsam als eine Art mit zwei Rassen gesehen wurden. Erst 1959 erkannte Beardsley, dass es sich hierbei um zwei separate Arten handelt.
Die adulten Männchen werden etwa einen Millimeter lang. Sie haben acht Fühlerglieder, was sie von der ähnlichen Art unterscheidet, die 10 besitzt. Sie tragen Härchen, die am Ende etwas dicker werden, was sie ebenfalls von Dysmicoccus neobrevipes unterscheidet, deren Haare am Ende nicht dicker werden.
Die Larven sind das Ausbreitungsstadium der Art. Sie haben einen abgeflachten Körper mit langen Haaren, mit deren Hilfe sie sich vom Wind verdriften lassen können.

## Vorkommen
Die Ananasschmierlaus ist pantropisch über die gesamten Tropen verbreitet. Vereinzelt kann man sie auch in den Subtropen finden. Die Tiere sind insbesondere in Regionen, in denen die Ananas angebaut wird, wie in den Tropen Afrikas, Australiens, Mittel- und Südamerikas, Indiens und im Pazifischen Raum, wie etwa auf Hawaii weit verbreitet.

## Lebensweise
Die Nahrungspflanzen der Tiere sind vor allem Ananas und andere Bromeliengewächse, man findet sie aber auch an zahlreichen anderen Pflanzengattungen, wie etwa auf Annona, Bananen, Sellerie (Apium), Zitruspflanzen (Citrus), Kaffee (Coffea), Baumwolle (Gossypium), Wolfsmilch (Euphorbia), Gliricidia, Hibiskus (Hibiscus), Maulbeeren (Morus), Zypergräser (Cyperus), Dendrobium und anders, als die verwandte Art auch an Gräsern. 
Die Tiere leben versteckt vor allem an der Basis der Pflanzen, wie etwa an den oberirdisch liegenden Wurzeln, den unteren Teilen der Sprossachsen und dem Fruchtansatz bei Ananaspflanzen. Dies unterscheidet sie von Dysmicoccus neobrevipes, die an den Blättern, Ästen, Blüten und Früchten der Pflanzen leben.

## Entwicklung
Die Ananasschmierlaus pflanzt sich überwiegend ungeschlechtlich (parthenogenetisch) fort. Beispielsweise gibt es auf Hawaii keine Männchen der Art, weswegen sich die Tiere dort nur durch Parthenogenese fortpflanzen können. An Orten, wo beide Geschlechter vorkommen, findet sowohl die eine als auch die andere Fortpflanzungsart statt. Die Weibchen legen keine Eier, sondern gebären bereits lebende Larven, die sich zuvor im Inneren der Mutter entwickelt haben. In den ersten 27 Tagen bringen die Weibchen noch keine Larven zur Welt, danach legen sie für etwa 25 Tage im Durchschnitt 234 Nachkommen, die maximale Anzahl beträgt etwa 1000. Danach leben sie nur mehr etwa fünf Tage und sterben. Die Lebensdauer eines erwachsenen Weibchens variiert zwischen 31 und 80 Tagen, der Durchschnitt liegt bei 56 Tagen. Die Lebenserwartung der Ananasschmierläuse beträgt insgesamt zwischen 78 und 111 Tagen, im Durchschnitt 95 Tage. Sie durchleben drei Larvenstadien, bis sie sich zum ausgewachsenen Tier häuten. Die drei Stadien dauern 10 bis 26, 6 bis 22 und 7 bis 24 Tage, die durchschnittliche Dauer beträgt gesamt etwa 34 Tage. Die Larven nehmen nur im ersten und am Anfang des zweiten Stadiums Nahrung auf. Anfangs leben sie noch unter der Mutter, bis sich ihre schützende Wachsschicht entwickelt hat.

## Schadwirkung
Die Art ist ein wirtschaftlich bedeutender Schädling auf Ananaspflanzen. Die Tiere verursachen die Ananaswelke, die die Pflanzen anfällig für saprobionte Organismen macht oder zum vertrocknen bringt, können die Basis der Früchte zum Faulen bringen oder unterbrechen die Wasserversorgung der inneren Blätter der Pflanze, aufgrund dessen sich die Blätter charakteristisch streifenförmig verfärben. Auf Kaffeepflanzen ist die Art ein eher unbedeutender Schädling, der die Pflanzen durch das Saugen an den Wurzeln schwächt. Bei Kaffee ist Asterolecanium coffeae der bedeutendste Schädling.
Ein wichtiges Kriterium für die Ausbreitung einer Ananasschmierlauskolonie und die damit einhergehenden Schäden ist das Vorhandensein von Ameisen, die nicht nur den Honigtau den die Tiere ausscheiden, melken, sondern auch die Kolonien gegenüber Fressfeinden und Parasiten verteidigen.

## Natürliche Feinde und Bekämpfung
Natürliche Feinde sind eine Reihe von parasitisch lebenden Erzwespen, wie etwa Aenasius cariocus oder Anagyrus ananatis bzw. Räuber, wie die Marienkäfer Scymnobius bilucernarius, Scymnus unicatus oder Scymnus pictus und Gallmücken wie Lobodiplosis pseudococci. Diese können aber einen starken Befall der Schmierläuse nicht eindämmen, da diese in der Regel von Ameisen beschützt werden.
Um einem Befall von Plantagen vorzubeugen, werden in erster Linie die Ameisen bekämpft. Der Rand der Felder wird gemäht, damit Ameisen dort wenig Nahrung finden und Ameisenzäune werden angelegt. Diese bilden zwar keine Barriere gegen Ameisen, sie klettern aber bevorzugt entlang des Drahtes, anstatt den Zaun zu überqueren. Schlussendlich besteht auch die Möglichkeit der Bekämpfung der Ameisen mittels Pestiziden. Ein bereits mit Schmierläusen befallenes Feld muss gerodet und umgepflügt werden. Sämtliche darauf wachsenden Pflanzen werden zuvor verbrannt.

## Referenzen
- University of Hawaii, College of Tropical Agriculture and Human Resources, and Hawaii Department of Agriculture: Knowledge Master